# Mausolée de Sidi Abderrahmane Et-Thaâlibi
Le mausolée de Sidi Abderrahmane et-Thaâlibi est une zaouïa situé à la basse casbah d’Alger honorant la mémoire du saint patron de la ville, Sidi Abderrahman et-Thaâlibi. Elle fait partie des zaouïas en Algérie sous la tutelle du ministère des Affaires religieuses et des Wakfs et de la Référence religieuse algérienne.

## Histoire
Bien que Sidi Abderrahman et-Thaâlibi soit mort en 1471, ce n'est qu'en 1611, pendant la domination ottomane en Algérie qu'il fut décidé de construire une qoubba pour abriter la sépulture du saint. La qoubba aménagée coiffée d'une coupole est de type maghrébin comme celles que l'on retrouve à Tlemcen et présente des similitude avec les tombeau saadiens, dont le plan est très populaire à l'époque.
En 1696, le dey d'Alger Hadj Ahmed entreprend des travaux d'aménagement de la zaouïa pour la transformer en mosquée en y ajoutant une salle de prière carré. La qoubba de type maghrébine va se voir influencée d'un nouveau style, avec une couverture en coupole analogue à celle d’Anatolie. La chambre sépulcrale se voit dotée d'un mihrab comportant deux colonnettes et de la faïence d'Asie mineure et sert d'oratoire.
Les travaux d'aménagement se terminent en 1730.
Le mausolée est l'un des monuments les plus célèbres et visités à Alger. Il a été visité par plusieurs monarques dont la reine Victoria qui a fait présent des lustres qui ornent la salle du tombeau. Le tombeau a également reçu la visite de la reine Amélie du Portugal, le roi Oscar de Suède, du roi Édouard VII et de la reine Alexandra d'Angleterre, et du président de la République française, Alexandre Millerand en 1922.

## Galerie

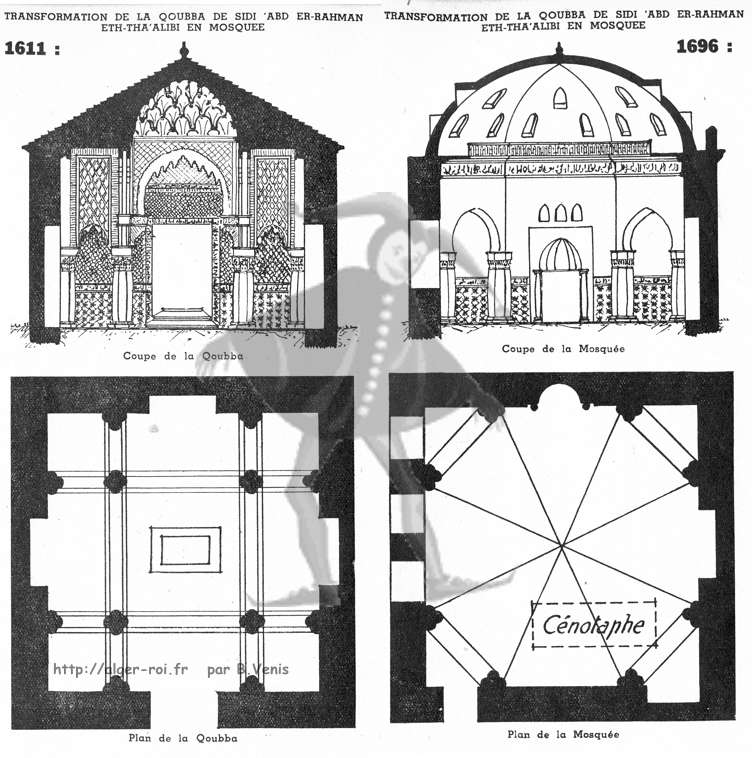
Plan de la koubba en 1611 puis après sa transformation en mosquée en 1696.
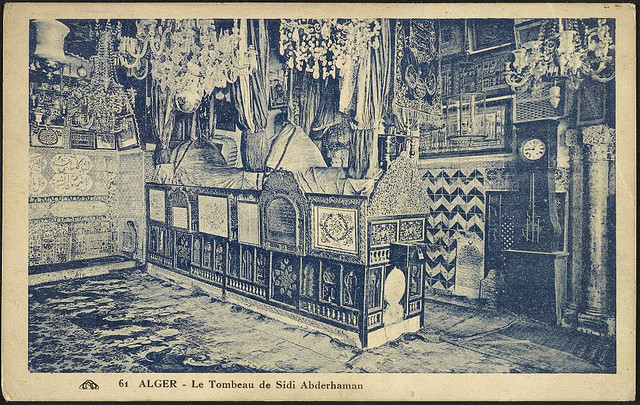
Tombe de Sidi Abderrahman et-Thaâlibi.
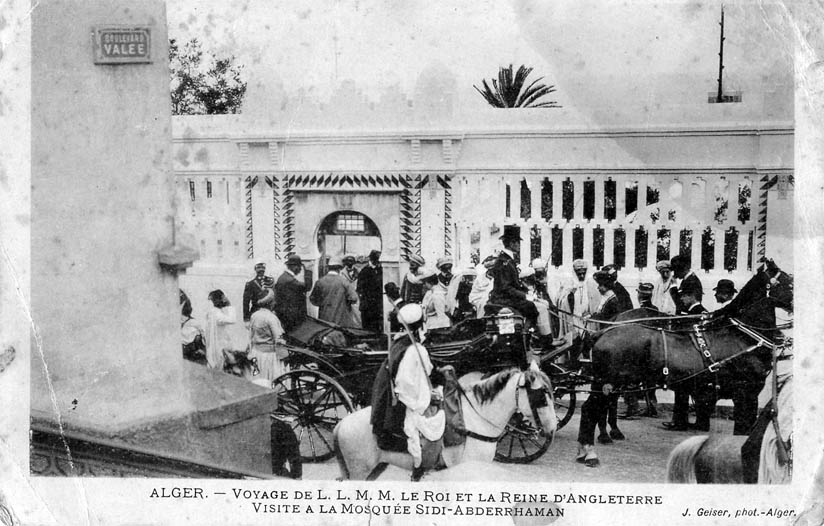
Visite de la reine Victoria à Alger au tombeau de Sidi Abderrahmane